# Élections municipales de 2026 à Clermont-Ferrand
Pour des articles plus généraux, voir Élections municipales françaises de 2026 et Élections municipales de 2026 dans le Puy-de-Dôme.
Les élections municipales de 2026 à Clermont-Ferrand auront lieu en mars 2026. Elles visent au renouvellement du conseil municipal et du conseil métropolitain de Clermont Auvergne Métropole.

## Modalités du scrutin

### Dates
Ces élections se tiendront en mars 2026, les dates précises seront annoncées par décret au moins 3 mois avant le scrutin.

### Mode de scrutin
L'élection des conseillers municipaux et métropolitains se déroule selon un scrutin de liste à deux tours avec prime majoritaire : les candidats se présentent en listes complètes avec la possibilité de deux candidats supplémentaires. Lors du vote, on ne peut faire ni adjonction, ni suppression, ni modification de l'ordre de présentation des listes. Chaque bulletin de vote comporte deux listes : une liste de candidats aux seules élections municipales et une liste de ceux également candidats au conseil métropolitain.
Le nombre de sièges à pourvoir au conseil municipal de Clermont-Ferrand correspond à celui des communes dont la population est comprise entre 100 000 et 150 000 habitants, soit 55 sièges. Les conseillers municipaux sont élus au suffrage universel direct pour une durée de mandat de six ans. L'élection se termine au premier tour en cas de majorité absolue. Le cas échéant, un second tour a lieu. Les listes qui ont obtenu au moins 10 % des suffrages exprimés au premier tour peuvent se présenter au second. Les candidats des listes qui ont obtenu plus de 5 % des suffrages exprimés au premier tour peuvent rejoindre une autre liste.
La liste ayant obtenu le plus de voix se voit attribuer la moitié des sièges, arrondie à l'entier supérieur si nécessaire. Ainsi, la liste majoritaire obtiens automatiquement 28 sièges. Les 27 sièges restants sont attribués à la représentation proportionnelle à la plus forte moyenne aux listes ayant obtenu au moins 5 % des suffrages exprimés au second tour (ou au premier tour en cas de tour unique).

## Contexte

### Scrutin précédent
Les élections municipales de 2020 ont été marquées par une abstention massive en raison de la pandémie de Covid-19, la participation lors du 1er tour s'étant effondrée de 54 % en 2014 à 33 % en 2020. Le maire socialiste sortant Olivier Bianchi, allié aux autres forces de gauche à l'exception de La France insoumise, a été réélu pour un deuxième mandat en conservant le même nombre de sièges.
Du côté de l'opposition, les listes menées par Jean-Pierre Brenas pour Les Républicains et Éric Faidy pour La République en Marche ont fusionné au second tour et obtenu une dizaine de sièges au conseil municipal, soit un de moins que l'UMP en 2014.
La France insoumise menée par Marianne Maximi obtient les quatre derniers sièges. Enfin, la liste du Rassemblement national d'Anne Biscos ne parvient pas à atteindre le seuil des 10 % lors du premier tour, privant l'extrême droite d'une représentation dans la cité des Arvernes qu'elle avait réussi à obtenir en 2014.

### Contexte politique local
Lors des élections régionales de 2021, les Clermontois mettent en tête du scrutin la liste Les Républicains de Laurent Wauquiez au premier tour avant de placer en tête du second tour la liste fusionnée de la gauche et des écologistes d'une courte avance.
Jean-Luc Mélenchon arrive en tête des suffrages clermontois lors de l'élection présidentielle de 2022 avec 31,15 % des voix, suivi d'Emmanuel Macron avec 27,93 % et de Marine Le Pen avec 14,26 %. Le président sortant remporte une large majorité des suffrages au second tour avec 71,68 % des suffrages.
Les candidats de la Nouvelle Union populaire écologique et sociale cumulent lors des élections législatives de 2022 40,15 % des suffrages de Clermont-Ferrand au premier tour, devançant la coalition présidentielle, Les Républicains ainsi que le Rassemblement national. Le second tour voient ainsi s'opposer un candidat de gauche et un candidat d'Ensemble pour la République dans trois circonscriptions dans lesquelles se trouve la ville. Mais malgré plus de 55 % de suffrages pour la gauche, les votes issus des communes rurales sont en faveur de leurs opposants : seule l'insoumise Marianne Maximi est élue dans la première circonscription, laissant une majorité de députés clermontois soutenant le camp présidentiel.

Pour les élections européennes de 2024, la liste du Rassemblement national de Jordan Bardella termine en tête avec près de 20 % des voix, au coude-à-coude avec la liste socialiste menée par Raphaël Glucksmann. Les élections législatives anticipées qui suivent voient la gauche réunie sous la bannière du Nouveau Front populaire arriver en tête des deux tours de scrutin malgré le retrait de la candidate insoumise dans la quatrième circonscription. La gauche fait néanmoins basculer la troisième circonscription avec l'élection de l'écologiste Nicolas Bonnet tandis que Marianne Maximi conserve son siège, détenant ainsi deux des trois circonscriptions clermontoises.

## Candidatures déclarées
Dès septembre 2022, Olivier Bianchi affirme vouloir être à nouveau candidat à sa propre succession pour un troisième mandat, ce qu'il confirme en mars 2025 lors d'un entretien avec le quotidien La Montagne. Un mois plus tard, Les Écologistes clermontois valident leur souhait de reconduction de leur alliance avec l'édile socialiste tout en précisant que ce soutien n'est pas un « chèque en blanc »,.
En mars 2025, le parti Renaissance nomme Alexis Blondeau, conseiller municipal d'opposition, chef de file pour les élections municipales sans officialiser sa position de tête de liste. En avril, Les Républicains annoncent que Julien Bony mènera leur liste. Début juillet, les deux représentants actent une alliance entre leurs partis par une liste commune dès le premier tour, sans annoncer la nom de la tête de liste.
En mai 2025, la députée insoumise Marianne Maximi et Alparslan Coskun sont désignés chefs de file pour les élections municipales, sans pour autant confirmer si l'un ou l'autre sera tête de liste.

## Sondages
Tout sondage d'opinion est affecté par une marge d'erreur.
Une couleur arbitraire est associée à chaque institut de sondage ; ces couleurs sont une aide visuelle et ne correspondent pas à une tendance politique.

## Résultats
|                          |                 |         |              |              |             |             |        |        |  |
| Tête de liste            | Tête de liste   | Liste   | Premier tour | Premier tour | Second tour | Second tour | Sièges | Sièges |  |
| Tête de liste            | Tête de liste   | Liste   | Voix         | %            | Voix        | %           | CM     | CC     |  |
|                          | Olivier Bianchi | PS      |              |              |             |             |        |        |  |
|                          |                 |         |              |              |             |             |        |        |  |
|                          |                 | LR - RE |              |              |             |             |        |        |  |
|                          |                 |         |              |              |             |             |        |        |  |
|                          |                 | LFI     |              |              |             |             |        |        |  |
|                          |                 |         |              |              |             |             |        |        |  |
|                          |                 |         |              |              |             |             |        |        |  |
| Votes valides            |                 |         |              |              |             |             |        |        |  |
| Votes blancs             |                 |         |              |              |             |             |        |        |  |
| Votes nuls               |                 |         |              |              |             |             |        |        |  |
| Total                    | Total           | Total   |              | 100          |             | 100         | 55     | 43     |  |
| Abstention               |                 |         |              |              |             |             |        |        |  |
| Inscrits / participation |                 |         |              |              |             |             |        |        |  |